# Obergriesbach
Obergriesbach település Németországban, azon belül Bajorországban. Lakosainak száma 2071 fő (2023. december 31.). Obergriesbach Friedberg és Dasing községekkel határos.

## Népesség
A település népessége az elmúlt években az alábbi módon változott:
| Lakosok száma | 256  | 382  | 1059 | 1545 | 1969 | 1976 | 1986 | 1934 | 2001 | 2071 |
|               | 1864 | 1925 | 1970 | 1987 | 2012 | 2013 | 2015 | 2017 | 2021 | 2023 |